# Remix album
Remix album – album muzyczny, zawierający najczęściej remiksy najpopularniejszych piosenek danego artysty (artystki) lub grupy muzycznej. Może to być również płyta złożona z remiksów utworów pochodzących z jakiegoś konkretnego, jednego albumu. Remiksy zazwyczaj tworzą producenci muzyki klubowej, ale nie tylko.
Na przestrzeni lat, albumy remiksowe nie były przyjmowane tak dobrze, jak albumy studyjne. Ta sytuacja uległa zmianie, gdy najpopularniejsi artyści zaczęli wydawać albumy, zdobywające wysokie notowania. Albumy remiksowe przeważnie nie otrzymują certyfikatów sprzedaży, ale są wyjątki, które zdobyły złoto lub platynę.